# 新岛

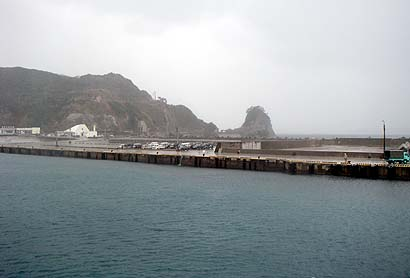
新岛港

新岛（にいじま）是伊豆群岛中的一个岛。位于东京以南大约160公里、静冈县下田市东南约36公里。全島均屬東京都新島村。
島上的制高點是宮塚山，標高432公尺。由於是火山島，火山噴發預知聯絡會有派員駐紮於當地進行監視。在1991年、2000年發生了群震，在2000年發生群震後，島內道路部份坍塌。